# Journal de Mathématiques Pures et Appliquées
El Journal de Mathématiques Pures et Appliquées (ISSN 0021-7824 0021-7824) és una revista científica mensual francesa de matemàtiques, va ser fundada al 1836 per Joseph Liouville (editor: 1836–1874). És publicada per Elsevier. Segons Revista Citation Informes del 2011, el seu factor d'impacte és de 1.450. Els articles són escrits en anglès o francès.